# Heinrich Boie
Heinrich Boie (Meldorf, 1794. május 4. - Jáva, 1827. szeptember 4.) német zoológus, herpetológus. Zoológiai szakmunkákban nevének rövidítése: „Boie”.
Németországban, a Schleswig-Holstein tartományban fekvő Meldorf településen született, egyik fivére, a nála öt évvel idősebb és őt jóval túlélő Friedrich Boie szintén zoológus lett. Ketten közösen körülbelül 50, a tudomány számára addig ismeretlen, új hüllőfajt és néhány kétéltűfajt írtak le.
Boie a bátyjához hasonlóan ugyancsak jogi tanulmányokat végzett, a kieli és a göttingeni egyetemen, de közben az érdeklődése egyre erősebben a természettudományok felé kezdett fordulni, Johann Friedrich Blumenbach és Friedrich Tiedemann előadásainak hatására. Rövidesen a híre holland zoológus, Coenraad Jacob Temminck asszisztense lehetett Leidenben, majd 1825 Jáva szigetére indult Salomon Müllerrel, hogy minél több egzotikus állatfajból gyűjtsön példányokat az európai múzeumok számára. Ott halt meg, tífuszos jellegű megbetegedés következtében.

## Fordítás
- Ez a szócikk részben vagy egészben  a   Heinrich Boie című angol Wikipédia-szócikk fordításán alapul.  Az eredeti cikk szerkesztőit annak laptörténete sorolja fel. Ez a jelzés csupán a megfogalmazás eredetét és a szerzői jogokat jelzi, nem szolgál a cikkben szereplő információk forrásmegjelöléseként.